# Барадин, Пантелей Дмитриевич
Пантелей Дмитриевич Барадин — советский хозяйственный, государственный и политический деятель, Герой Социалистического Труда.

## Биография
Родился в 1923 году в селе Чутулешты. Член КПСС с 1953 года.
Участник Великой Отечественной войны. С 1945 года — на хозяйственной, общественной и политической работе. В 1945—1979 гг. — звеньевой, бригадир полеводческой бригады, бригадир табаководческой бригады колхоза «Заря коммунизма» Флорештского района Молдавской ССР, добился выхода светлых сортов табака в своём хозяйстве до 80 %.
Указом Президиума Верховного Совета СССР от 8 декабря 1973 года присвоено звание Героя Социалистического Труда с вручением ордена Ленина и золотой медали «Серп и Молот».
За выдающиеся достижения в получении высоких и устойчивых урожаев технических, овощных и плодовых культур на основе комплексной механизации их возделывания был в составе коллектива удостоен Государственной премии СССР за выдающие достижения в труде 1976 года.
Умер после 1985 года.